# 나탈리야 구지
나탈리야 구지(일본어: ナターシャ・グジー 나타샤 구지[*], 우크라이나어: Наталія Гудзій 나탈리야 후지[*], 영어: Nataliya Gudziy, 1980년 2월 4일 - )는 일본에서 활동하고 있는 우크라이나 출신 가수 겸 반두라 연주가(반두리스트)이다. 본명은 나탈리야 미하일리우나 후지(우크라이나어: Наталія Михайлівна Гудзій) 또는 나탈리야 미하일로브나 구지(러시아어: Наталья Михайловна Гудзий)이다. 일본에서는 나탈리야의 애칭인 "나타샤"를 예명으로 사용하고 있다.

## 개요
우크라이나의 드니프로페트로우스크주의 마을에 태어났다. 그 후, 가족과 함께 체르노빌 원자력 발전소에 가까운 프리피야티로 이주했다. 1986년 4월 26일 체르노빌 원자력 발전소 사고로 인해 피폭되었고 키예프로 피난했다.
우크라이나의 민족악기 반두라의 음색에 매료되어, 8세부터 음악학교에서 배우다. 체르노빌 원자력 발전소 사고 당시에 피폭당한 소년, 소녀들을 중심으로 결정된 민족음악단 「체르보나 카리나」(붉은 카리나)의 멤버로써, 1996년, 1998년에 일본에 왔으며, 전국에서 구원 콘서트를 행하다.
2000년부터는 일본어를 배우면서 일본에서의 본격적인 활동을 개시. 그 투명하고 아름다운 수정의 노랫소리과 반두라의 가련한 울림은 많은 청중의 마음을 끌어당기고 있다.
1999년, 2000년에는,「사라진 고향」(일본어: 消えた故郷)「사라진 고향 2」(일본어: 消えた故郷)(체르노빌 어린이 기금)을 구원CD로써 발매. 2002년에는 이노우에 아키라 프로듀서의 「세르체(마음)」(일본어: セルツェ)(음악 센터)를 발표. 2004년 12월 일본 이주 5주년 기념 앨범 「Nataliya(나탈리아)」와 크리스마스앨범 「Merry Christmas」(같이 오피스지르카)를 동시에 발매. 2006년 1월에는, 체르노빌 20년 구원 앨범 「마음에 핀 꽃」(일본어: こころに咲く花)(음악센터)를 발표. 11월에는, 우크라이나의 고향이나 가족으로의 생각, 체르노빌 원자력 발전 사고의 체험, 일본에서의 음악 활동 등에 대해 일본어로 지은 저작에 5곡이 든 CD를 세트로 한 첫CD북「고향~전하고 싶은 생각~」(일본어: ふるさと～伝えたい想い～)를 발매했다.
2005년 7월의 우크라이나 대통령 빅토르 유셴코가 일본에 왔을 때에는, 고이즈미 준이치로 총리 주최로 열린 총리 관저에서의 저녁 식사 모임에 초대되면서 연주를 가졌다. 체르노빌 구원 콘서트 이외에도 텔레비전, 라디오, 음악 교실이나 학교에서의 국제 이해 교실 등 다방면에서 활약하고 있다.